# Alangudi
Alangudi là một thị xã panchayat của quận Pudukkottai thuộc bang Tamil Nadu, Ấn Độ.

## Địa lý
Alangudi có vị trí 10°22′B 78°59′Đ / 10,37°B 78,98°Đ Nó có độ cao trung bình là 79 mét (259 foot).

## Nhân khẩu
Theo điều tra dân số năm 2001 của Ấn Độ, Alangudi có dân số 10.742 người. Phái nam chiếm 51% tổng số dân và phái nữ chiếm 49%. Alangudi có tỷ lệ 77% biết đọc biết viết, cao hơn tỷ lệ trung bình toàn quốc là 59,5%: tỷ lệ cho phái nam là 83%, và tỷ lệ cho phái nữ là 71%. Tại Alangudi, 12% dân số nhỏ hơn 6 tuổi.